# Departementssekreterare
En departementssekreterare (dep.sek) är en tjänsteman i Regeringskansliet som förbereder ärenden för beslut, och som därmed arbetar som handläggare av vissa ärenden.